# Рускофіль-Кале
Рускофіль-Кале (також Рускофулей, Ускруфіль-Кале) — руїни укріплення XIII—XIV століття (укріпленого монастиря або феодального маєтку-замку з прилеглими до нього монастирем), що знаходяться на мисі Мартьян, на Південному узбережжі Криму на землях Нікітського ботанічного саду в межах заповідника «Мис Мартьян» Ялтинського району. Наказом Міністерства культури і туризму України № 957/0/16-10 від 25 жовтня 2010 року (охоронний № 483-АР) «укріплення на мисі Мартьян Рускофіль-Кале» XII—XV століття оголошено історичною пам'яткою регіонального значення. Археологічних розкопок не проводили, з огляду на те, що їхнє проведення ускладнене суворим охоронним статусом заповідника і ботанічного саду.

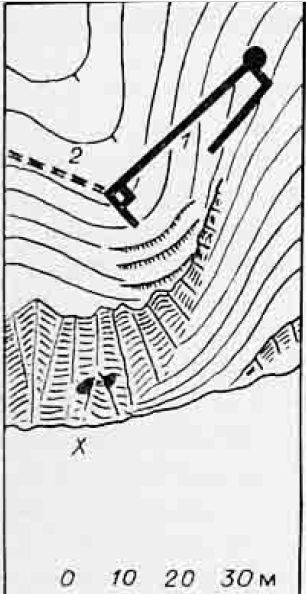
План укріплення із роботи А. Л. Бертьє-Делагарда

## Опис
Укріплення розташовувалося на краю мису Мартьян над морем з стрімчастим південним, східним і західним схилами; з доступного північного боку в XIII—XIV столітті було зведено фортечну стіну (двопанцирну, завтовшки 0,9-1,2 м, збереглася на висоту 1-1,3 м) з буту на вапняному розчині завдовжки 32 м. Бертьє-Делагард Олександр Львович ще застав на східному фланзі круглу вежу (не збереглася), на західному, на найвищій точці, вежа була прямокутна, розмірами 3,5×6 м — припускають, що ця вежа виконувала функцію фортечної каплиці. Площа укріплення близько 450 м², розміри основного майданчика — 17 на 30 м, вхід, мабуть, знаходився з північно-західного боку. Існує думка, що укріплена частина була, свого роду, цитаделлю, або власне монастирем, а нижче по схилу розташовувалося поселення, яке Марія Сосногорова вважала ймовірною стародавньої Сікітою. Припускають, що укріплення існувало з давніх-давен і було реконструйовано або відновлено в XIII столітті. Припускають, що життєдіяльність монастиря припинилася після завоювання Криму османськими військами 1475 року, водночас слідів пожежі не виявлено, Віктор Миц датує верхні хронологічні рамки укріплення XIV століттям.
Заснування цього, як і багатьох інших укріплень у XIII столітті, історики пов'язують із татаро-монгольськими вторгненнями до Криму (починаючи з 1223 року), сельджукською експансією та переходом гірського Криму до зони впливу Трапезундської імперії. У XIV—XV столітті замок, можливо, входив у капітанство Готія генуезьких володінь.

## Історія вивчення
Перше повідомлення про існування руїн на пагорбі залишив Петро Кеппен у книзі «Про давнину південного берега Криму та гір Таврійських» 1837 року. Вчений дав досить докладну характеристику об'єкта, зробив замальовки та зйомки місцевості, він також зазначив, що «татари дають цьому місцю назву Рускофілі або Ускруфіль-Кале», встановив хронологічні межі існування VI—XV століттям. Коротко згадував Рускофіль-Кале Фредерік Дюбуа де Монпере, детальне топографічне дослідження здійснив Олександр Бертьє-Делагард. У тих комплексних авторських досліджень коротко згадували (1848 р.), Арсеній Маркевич (1914), Микола Рєпніков, Микола Ернст, який у книзі «Соціалістична реконструкція Південного берега Криму» 1935 згадував пам'ятник, як можливий туристичний об'єкт, Олег Домбровський у статті «Середньовічні поселення та „Ісари“ Кримського Південнобережжя» просто згадує укріплення у парі з фортецею Палеокастрон. Найбільш повний опис пам'ятника залишив Лев Фірсов у книзі, що вийшла посмертно, «Ісари — Нариси історії середньовічних фортець Південного берега Криму».